# TuVisión

TuVisión foi uma rede de televisão por assinatura dos Estados Unidos, era um canal de conteudo religioso dedicado a comunidade Hispânica residente nos Estados Unidos, a emissora entrou no ar em 1 de julho de 2007 e foi extinta em Março de 2009, após o grupo Pappas Telecasting que era o dono da TuVisión entrar em concordata por causa da crise econômica mundial de 2008.

## Programação
A programação da emissora era bem variada, havia telejornais, seriados, programas de conteúdo latino e novelas.